# Adalbert Iordache
Adalbert Iordache (ur. 28 stycznia 1919 w Klużu, zm. 21 grudnia 1995 w Bukareszcie) – rumuński piłkarz wodny. Reprezentant kraju na igrzyskach olimpijskich w 1952 w Helsinkach. Na igrzyskach olimpijskich zagrał w obu meczach i nie zdobył żadnej bramki.